# Adaköy, Dörtdivan
Adaköy là một xã thuộc huyện Dörtdivan, tỉnh Bolu, Thổ Nhĩ Kỳ. Dân số thời điểm năm 2010 là 65 người.